# Chieti (stacja kolejowa)
Chieti (wł: Stazione di Chieti) – stacja kolejowa w Chieti, w prowincji Chieti, w regionie Abruzja, we Włoszech. Jest zarządzna przez Centostazioni oraz Rete Ferroviaria Italiana.

## Ruch kolejowy
Obsługa pasażerów odbywa się wyłącznie przez Trenitalia (spółka zależna od Ferrovie dello Stato) w imieniu regionu Abruzja.
Zatrzymują się tu wyłącznie pociągi regionalne.
W sumie na stacji zatrzymują się tu około czterdziestu pociągów obsługujących relacje: Pescara, Teramo i Sulmona.